# Liste der Kulturdenkmäler in Hundsdorf (Westerwald)
In der Liste der Kulturdenkmäler in Hundsdorf sind alle Kulturdenkmäler der rheinland-pfälzischen Ortsgemeinde Hundsdorf aufgeführt. Grundlage ist die Denkmalliste des Landes Rheinland-Pfalz (Stand: 21. Dezember 2021).

## Denkmalzonen
| Bezeichnung                   | Lage                | Baujahr | Beschreibung | Bild                           |
| ----------------------------- | ------------------- | ------- | --- | ------------------------------ |
| Denkmalzone Hundsdorfer Mühle | Hauptstraße 28 Lage | um 1900 | villenartiges Wohnhaus, um 1900, Fachwerk-Nebengebäude, 19. Jahrhundert, Mühlenausstattung vollständig erhalten | weitere Bilder Fotos hochladen |

## Einzeldenkmäler
| Bezeichnung     | Lage                | Baujahr                           | Beschreibung | Bild                           |
| --------------- | ------------------- | --------------------------------- | --- | ------------------------------ |
| Villa Naxos     | Hauptstraße 1 Lage  | um 1890/1900                      | Villa, Klinkerbau, um 1890/1900; Gesamtanlage mit parkartigem Gelände, schmiedeeiserner Einfriedung, Kutschen- und Remisengebäude | weitere Bilder Fotos hochladen |
| Haus Petersberg | Hauptstraße 3 Lage  | 1896                              | Villa, Bruchsteinbau, bezeichnet 1896; Gesamtanlage mit parkartigem Gelände mit Einfriedung                                       | Fotos hochladen                |
| Wohnhaus        | Hauptstraße 5 Lage  | um 1900                           | eingeschossiger Bruchsteinbau, um 1900                                                                                            | Fotos hochladen                |
| Wohnhaus        | Hauptstraße 15 Lage | erste Hälfte des 19. Jahrhunderts | kleines eingeschossiges Fachwerkhaus mit Kniestock, erste Hälfte des 19. Jahrhunderts                                             | Fotos hochladen                |